# Huélamo
Huélamo település Spanyolországban, Cuenca tartományban. Huélamo Cuenca, Valdemeca és Valdemoro-Sierra községekkel határos. Lakosainak száma 70 fő (2024).

## Népesség
A település népessége az utóbbi években az alábbiak szerint változott:
| Lakosok száma | 136  | 127  | 118  | 116  | 159  | 104  | 105  | 99   | 78   | 70   |
|               | 2001 | 2004 | 2006 | 2009 | 2011 | 2014 | 2016 | 2019 | 2021 | 2024 |